# Disse ekstravagante vagabonder
Disse ekstravagante vagabonder er en dansk kortfilm fra 1982, der er instrueret af Allan de Waal.

## Handling
En flugthistorie om Kasper og Ida.